# 피에르도메니코 바칼라리오

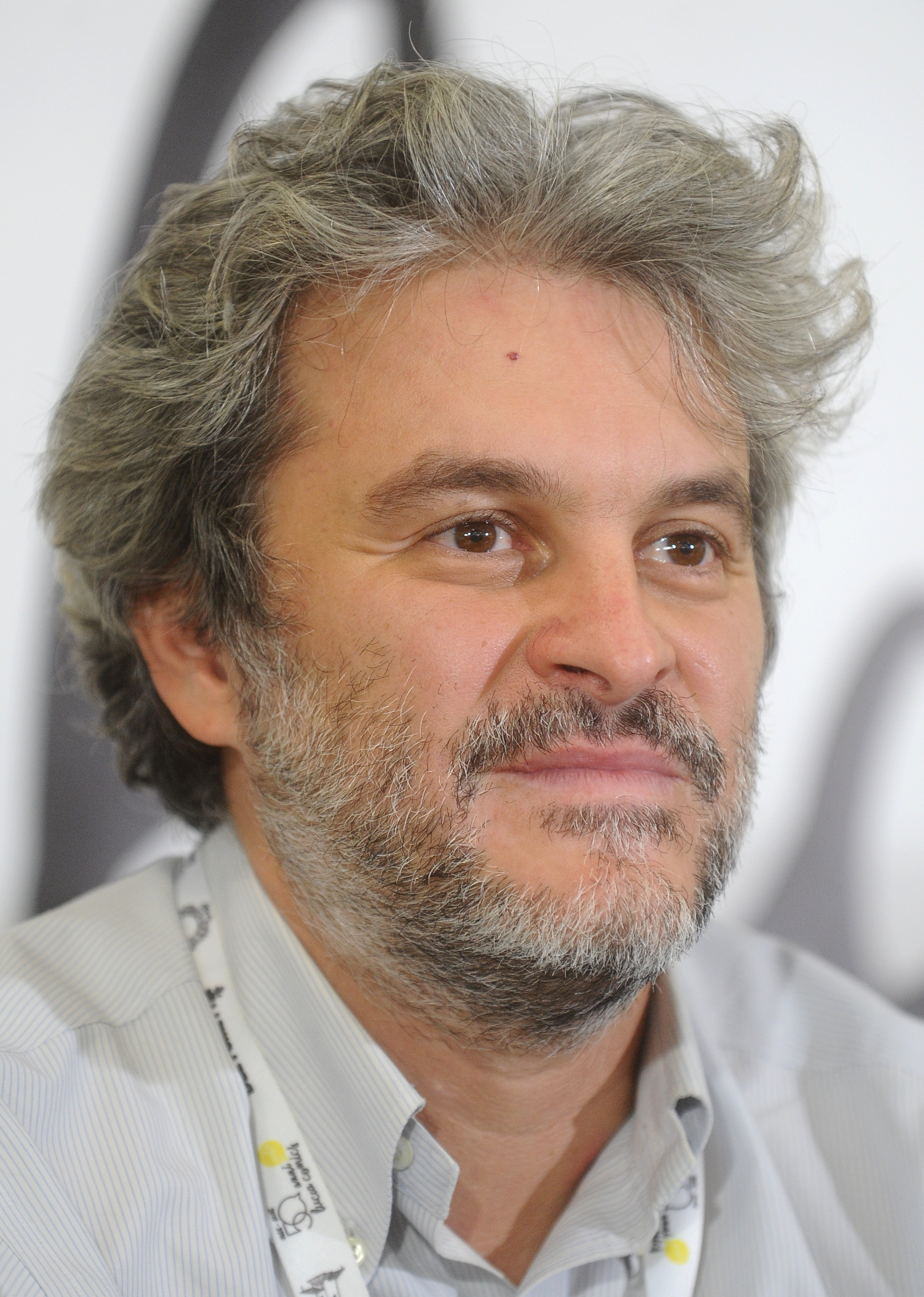
Pierdomenico Baccalario - Lucca Comics & Games 2016

피에르도메니코 바칼라리오(Pierdomenico Baccalario, 1974년 3월 6일)는 이탈리아의 작가이다.

## 대표 작품
- 율리시스 무어 시리즈 (2006~ 현재)
- 센추리 게임 시리즈 전 8 권 (2008. 2 ~ 2008. 11 완결)